# Edward Urbańczyk
Edward Urbańczyk – polski karateka stylu Kyokushin posiadający 5 Dan, wieloletni działacz sportowy.

## Pełnione funkcje
- Prezes Okręgowego Związku Karate w Katowicach
- Wiceprezes Polskiej Organizacji Kyokushinkai
- Wiceprezes Polskiego Zrzeszenia Kyokushinkai
- Wiceprezes Polskiego Związku Karate

Kierownik ośrodka Karate Kyokushin w Katowicach (TKKF Spartakus) od 1987 roku.
W 2007 r. w Mitsumine -Japonia zdał egzamin na 4 dan. Egzamin trwał 5 godzin (2,5 godziny – kihon – techniki oraz 2,5 godz. kumite – walki).
W trakcie swojej wieloletniej działalności podejmował się wielu imprez sportowych o randze krajowej i międzynarodowej.
Do najwyżej ocenionych przez władze Światowej Organizacji Kyokushin oraz przez media i samych zawodników należą turnieje, które odbyły się w katowickim „SPODKU” m.in.: Puchar Europy w 1986, Mistrzostwa Europy 1987 i Puchar Świata – Oyama Cup 1993 roku gdzie na mistrzostwach gościł sosai Masutatsu Oyama twórca Karate Kyokushinkai.

## Osiągnięcia trenerskie
Klub prowadzący przez sensei Edwarda Urbańczyka odnotował wiele znaczących wyników sportowych:
- I miejsce drużynowe w Mistrzostwach Polski Seniorów w Kielcach
- I miejsce drużynowe w XXIX Mistrzostwach Polski Kyokushin w Toruniu

Do najbardziej utytułowanych zawodników klubu prowadzonego przez Edwarda Urbańczyka należą osoby:
- Tomasz Najduch – pięciokrotny Mistrz Europy z roku 1996, 2000, 2001, 2002. W 1993 r. zajął I miejsce w Pucharze Świata „Oyama Cup” Katowicach.
- Rafał Szlązak – srebrny medalista Mistrzostw Europy (1994) i dwukrotny brązowy medalista ME (1993 i 1999).

W roku 1993 – II miejsce w Pucharze Świata „Oyama Cup” w Katowicach
- Tomasz Głowacki – brązowy medalista Mistrzostw Europy 2001
- Michał Krzak – V miejsce – Mistrzostwa Europy Open Baja 2003, I miejsce w Mistrzostwach Polski Wszech Kategorii
- Dobrosława Sołtysik – III miejsce Mistrzostwa Europy Baja 2003 i ME Open Wrocław 2002
- Magdalena Wójcik – II miejsce – Mistrzostwa Europy Open Baja 2003
- Paulina Pawlusek – I miejsce – Puchar Polski Lublin 2003
- Magdalena Lewińska – I miejsce – Mistrzostwa Polski Open
- Aleksandra Maid – Sokół – Mistrzyni Polski kumite (żona Stanisława Sokoła 3 Dan Kyokushin)

## Życie prywatne
Ma syna Sławomira posiadającego 5 Dan w stylu Karate Kyokushin.